# Akira Nozawa
Akira Nozawa (Prefectura d'Hiroshima, Japó) és un futbolista japonès que disputà tres partits amb la selecció japonesa.